# Paranatama
Paranatama is een gemeente in de Braziliaanse deelstaat Pernambuco. De gemeente telt 12.441 inwoners (schatting 2009).
De gemeente grenst aan Caetés, Saloá, Garanhuns en Pedra.